# Галіна (Міссурі)
Галіна (англ. Galena) — місто (англ. city) в США, в окрузі Стоун штату Міссурі. Населення — 455 осіб (2020).

## Географія
Галіна розташована за координатами 36°48′14″ пн. ш. 93°28′10″ зх. д. / 36.80389° пн. ш. 93.46944° зх. д. (36.803812, -93.469499).  За даними Бюро перепису населення США в 2010 році місто мало площу 1,96 км², з яких 1,93 км² — суходіл та 0,03 км² — водойми.

## Демографія
Згідно з переписом 2010 року, у місті мешкало 440 осіб у 179 домогосподарствах у складі 116 родин. Густота населення становила 225 осіб/км².  Було 239 помешкань (122/км²).
Расовий склад населення:
| - 97,7 % — білих - 0,9 % — корінних американців |

До двох чи більше рас належало 0,7 %. Частка іспаномовних становила 3,6 % від усіх жителів.
За віковим діапазоном населення розподілялося таким чином: 22,5 % — особи молодші 18 років, 60,7 % — особи у віці 18—64 років, 16,8 % — особи у віці 65 років та старші. Медіана віку мешканця становила 41,5 року. На 100 осіб жіночої статі у місті припадало 87,2 чоловіків;  на 100 жінок у віці від 18 років та старших — 81,4 чоловіків також старших 18 років.
Середній дохід на одне домашнє господарство  становив 32 345 доларів США (медіана — 26 842), а середній дохід на одну сім'ю — 36 385 доларів (медіана — 35 000). Медіана доходів становила 31 250 доларів для чоловіків та 21 458 доларів для жінок. За межею бідності перебувало 41,9 % осіб, у тому числі 71,9 % дітей у віці до 18 років та 8,3 % осіб у віці 65 років та старших.
Цивільне працевлаштоване населення становило 189 осіб. Основні галузі зайнятості: мистецтво, розваги та відпочинок — 32,8 %, будівництво — 14,8 %, науковці, спеціалісти, менеджери — 14,3 %.